# Mladen II Šubić
Mladen II Šubić de Bribir (croate: Mladen II Šubić Bribirski) (né vers 1270 mort en Hongrie en 1341), est un noble croate de la famille Šubić qui fut Ban de Bosnie de 1304 à 1322 et Ban de Dalmatie et de Croatie de 1312 à 1322. 

## Origine
Mladen II Šubić est le fils aîné du magnat croate Paul Ier Šubić de Bribir, qui était le plus puissant seigneur Croate de la fin du XIIIe siècle et du début du siècle suivant. Mladen II avait trois frères : Georges II Šubić comte de Bribir, Grégoire Šubić comte de Šibenik et Paul II Šubić ancêtre de la famille Zrinski.

## Règne
Après la mort de son oncle le Ban de Bosnie Mladen Ier Šubić en juin 1304, son père Paul Ier Šubić  avait du mener personnellement une expédition  afin de vaincre la résistance des Bosniaques. En 1305 il s’attribue le titre de « Seigneur de toute la Bosnie » (totius Bosniae dominus), qu’il lui transmet lors de sa mort en 1312. 
Mladen II Šubić  régna sur la Bosnie dans un premier temps sous le suzeraineté de son père Après la mort de ce dernier la situation politique change avec la montée en puissance du roi Charles Robert de Hongrie.
Dans un document du 10 avril 1318  Mladen II Šubić  s’intitule  encore  « Ban de Croatie et de Bosnie et seigneur du pays de Hum » (croate : banom Hrvata i Bosne i općim gospodarem Humske zemlje).  Cependant afin de restaurer le calme en Bosnie il doit céder en 1320 le titre de Ban à  Stjepan II Kotromanić  le représentant de la dynastie rivale.
En Croatie le roi Charles Robert de Hongrie couronné de manière incontestée pour la 3e fois le 27 août 1310 voulait devenir enfin le maître de toute la Hongrie et éliminer les principautés régionales qui s’étaient constituées dans son royaume en Transylvanieen Slovaquie et en Croatie pendant la longue période de troubles qui avait débuté avec la fin de la dynastie des Árpád. 
Au début de 1322 les villes de Sibenik et de Trau s’allient contre Mladen II Šubić  avec un oligarque rival Jean Babonić. Les Šubić réclament l’aide du roi qui refuse et les attaque de son côté avec ses alliés Bosniaques  de la famille Hrvatinić et  Étienne II Kotromanić,
Mladen Šubić qui est vaincu en 1322 à la  bataille de Bliska (Blizna) près de  Trogir et Klis. Charles Robert le capture et l’emprisonne en Hongrie où il meurt vers 1341. Il accorde au rival du vaincu son nouvel allié  Étienne ou Stjepan II Kotromanić  la Bosnie et la  Dalmatie de Cetinje à Dubrovnik. 
Après la défaite de Mladen II, la famille  Šubić perd non seulement la Bosnie mais la plupart de ses domaines en Croatie et elle ne retrouvera jamais l’influence qu’elle avait acquise.